# استفتاء الحكم المحلي في جرينلاند (1979)
تم إجراء استفتاء استشاري حول الحكم المحلي في جرينلاند في 17 يناير 1979. صوّت ما يزيد قليلاً عن 70% من الناخبين لصالح قدر أكبر من الحكم الذاتي عن الدنمارك، مما أدى إلى إنشاء برلمان جرينلاند واكتساب جرينلاند السيادة في مجالات مثل التعليم والصحة ومصايد الأسماك والبيئة.
نتيجة للاستفتاء، دخل الحكم المحلي الذاتي حيز التنفيذ في 1 مايو 1979 وأصبحت جرينلاند دولة مستقلة عضو في مملكة الدنمارك.

## النتائج
| انتخاب                          | انتخاب                          | الأصوات | %      |
| ------------------------------- | ------------------------------- | ------- | ------ |
| نعم                             | نعم                             | 12٬756  | 73.06  |
| لا                              | لا                              | 4٬703   | 26.94  |
| المجموع                         | المجموع                         | 17٬459  | 100.00 |
|                                 |                                 |         |        |
| الأصوات الصحيحة                 | الأصوات الصحيحة                 | 17٬459  | 95.92  |
| الأصوات الباطلة والفارغة        | الأصوات الباطلة والفارغة        | 743     | 4.08   |
| مجموع الأصوات                   | مجموع الأصوات                   | 18٬202  | 100.00 |
| الناخبين المسجلين ومعدل الإقبال | الناخبين المسجلين ومعدل الإقبال | 28٬889  | 63.01  |
| المصدر: Folketingsårbog 1978–79 |                                 |         |        |